# Investitionsbank Hessen
Die Investitionsbank Hessen (IBH) war bis zum 30. August 2009 das zentrale Förderinstitut des Landes Hessen. Am 31. August 2009 wurde die IBH zusammen mit der LTH – Bank für Infrastruktur zur Wirtschafts- und Infrastrukturbank Hessen verschmolzen und ist damit als Rechtsträger erloschen.

## Aufgaben
Nach § 2 und § 3 IBH-Gesetz nahm die IBH folgende Aufgaben wahr:
1. Förderung der einzelbetrieblichen, gewerblichen Wirtschaft unter besonderer Berücksichtigung des Mittelstands sowie der freien Berufe,
2. Förderung der Ansiedlung von Unternehmen,
3. Förderung durch Bereitstellung von Risikokapital,
4. Förderung des technischen Fortschritts, insbesondere Technologie- und Innovationsfinanzierung,
5. Förderung von Infrastrukturmaßnahmen,
6. Förderung von Maßnahmen zur Entwicklung strukturschwacher Gebiete,
7. Förderung von Land- und Forstwirtschaft und des ländlichen Raums,
8. Förderung des Umwelt-, Natur- und Landschaftsschutzes,
9. Förderung im Rahmen international vereinbarter Förderprogramme,
10. Förderung von Maßnahmen der Arbeitsmarktpolitik,
11. Förderung von wirtschaftlichen Belangen bei Kultur und Bildung.
12. Beteiligung an Projekten im Interesse der Europäischen Union, die von der Europäischen Investitionsbank oder ähnlichen europäischen Finanzierungsinstitutionen mitfinanziert werden
13. Finanzierung für Gebietskörperschaften und öffentlich-rechtliche Zweckverbände

## Tätigkeitsschwerpunkte
Der Schwerpunkt der Tätigkeit lag in der monetären Wirtschaftsförderung des Landes Hessen. Er konzentrierte sich auf die (direkte und indirekte) Unterstützung kleiner und mittlerer Unternehmen bei der Schaffung und Erhaltung zukunftsfähiger Strukturen und wettbewerbsfähiger Arbeitsplätze. Die IBH arbeitete wettbewerbsneutral mit allen Banken und Sparkassen zusammen (Hausbankenprinzip).
Die Wirtschaftsförderung umfasste die Geschäftsfelder:
- Kredite
- Bürgschaften
- Übernahme und Abwicklung von Förderprogrammen
- Beteiligungen

Die oben genannten Aufgaben und Tätigkeitsschwerpunkte werden in der neuen Wirtschafts- und Infrastrukturbank Hessen fortgeführt. Die Gewährträgerhaftung des Landes Hessen, das der Bank eine günstige Refinanzierung ermöglicht, wurde ebenfalls fortgeführt.

## Beteiligungen
Anteilseigner der IBH waren zuletzt zu jeweils fünfzig Prozent das Land Hessen und die Helaba. Das Stammkapital betrug 40,0 Mio. Euro.
Die Beteiligungs-Managementgesellschaft Hessen mbH (MB H) war eine Tochtergesellschaft der IBH dessen Zweck die Unterstützung des hessischen Mittelstandes über verschiedene Beteiligungsfonds mit stillen und offenen Beteiligungen ist. Im Zuge der Verschmelzung der IBH übernahm die Helaba die Gesellschaftsanteile der Tochter.

## Gründe zur Verschmelzung
Die hessische Landesregierung beabsichtigte mit der Verschmelzung der IBH und LTH zur neuen Wirtschafts- und Infrastrukturbank Hessen die wirtschaftsfördernden Aktivitäten des Landes zu bündeln und zu konzentrieren. Damit war es möglich Verfahren und Strukturen im Fördergeschäft effizienter zu gestalten, Doppelungen der Zuständigkeiten zu vermeiden und Wirtschaftsförderung für Unternehmen und Banken aus einer Hand zu ermöglichen.